# Întâlnire de gradul trei (film)

O întâlnire de gradul al treilea așa cum apare în filmul SF Întâlnire de gradul trei

Imagine din filmul Întâlnire de gradul trei

Întâlnire de gradul trei (engleză Close Encounters of the Third Kind), abreviat „CE3K”, este un film științifico-fantastic american din 1977 scris și regizat de Steven Spielberg. În rolurile principale au fost distribuiți Richard Dreyfuss, François Truffaut, Melinda Dillon, Teri Garr, Bob Balaban și Cary Guffey. Filmul spune povestea lui Roy Neary, un electrician din Indiana, a cărui viață se schimbă după ce se întâlnește cu un OZN. În plus, guvernul SUA este pe urmele OZN-urilor cu o echipa internațională de cercetători.

## Producție
Întâlnire de gradul trei a fost un proiect pe care Spielberg a dorit mult timp să-l realizeze. În 1973 a avut o înțelegere cu Columbia Pictures pentru un film SF. Pe lângă Spielberg au mai contribuit în diferite forme la scenariu Paul Schrader, John Hill, David Giler, Hal Barwood, Matthew Robbins și Jerry Belson. Denumirea filmului derivă din clasificarea astronomului/ufologistului J. Allen Hynek privind întâlnirile cu extratereștrii, în care al treilea tip este caracterizat de observarea umană a unor extratereștri drept „ființe animate”.
Filmările au început în mai 1976. Douglas Trumbull era supervizor al efectelor vizuale, în timp ce Carlo Rambaldi a desenat extratereștrii. Filmul a avut premiera pe 16 noiembrie 1977 și a avut succes atât la critică, cât și financiar. Filmul a fost reeditat în 1980 cu denumirea „Close Encounters of the Third Kind: The Special Edition”, cu scene suplimentare. O a treia variantă a fost editată pe VHS (mai tarziu pe DVD) în 1998. Filmul a primit numeroase premii și nominalizări la a 50-a ediție a "Academy Awards", a 32-a editie a "British Academy Film Awards", premiul Saturn și a fost foarte apreciat de "American Film Institute". În decembrie 2007 a fost desemnat „cultural, istoric și estetic semnificativ” de către Biblioteca Congresului SUA și selectat pentru conservare în registul național de film american.

## Subiectul filmului
În Deșertul Sonora, omul de știință francez, principalul invitat al Conferinței de Montsoreau Claude Lacombe și traducătorul său american David Laughlin, împreună cu alți cercetători guvernamentali descoperă o escadrilă pierdută de avioane din al Doilea Razboi Mondial. Avioanele sunt intacte și operaționale, dar nu e niciun semn despre piloți. Mai târziu, la centrul de control aerian de la Indianapolis, Indiana, un controlor de trafic aerian este martor la cum doua avioane sunt pe punctul de a avea o coliziune cu un OZN. Pe timp de noapte la Muncie, Indiana, un băiat de trei ani, Barry Guiler, este trezit de jucăriile sale, care încep să funcționeze automat singure. Fascinat, se ridică din pat și fuge afară, forțând pe mama sa, Gillian, să iasă dupa el.
Între timp, lângă o instalație electrică din Indiana, electricianul Roy Neary are o întâlnire de gradul al treilea cu un OZN pe un drum întunecat de țară.

## Distribuție
- Richard Dreyfuss este Roy Neary, un electrician din Indiana. Steve McQueen a fost prima alegere a lui Spielberg. Deși McQueen a fost impresionat de scenariu, el a simțit că nu este în masură să joace acest rol deoarece ar fi fost incapabil să plângă în film.[12]
- François Truffaut este Claude Lacombe, un om de știință francez.
- Melinda Dillon este Gillian Guiler, mama lui Barry.
- Cary Guffey este Barry Guiler, copilul lui Gillian, care este răpit la mijlocul filmului. Spielberg a folosit o serie de tehnici actoricești pentru a-l ajuta pe Guffey, care avea doar trei ani în momentul filmarilor.
- Teri Garr este Veronica „Ronnie” Neary: sotia lui Roy. Amy Irving a dat o probă pentru acest rol.[13]
- Bob Balaban este David Laughlin: asistentul și traducătorul lui Claude Lacombe, cu care se întâlnește pentru prima data în deșertul Sonora la începutul filmului.